# Santuário do Bom Jesus da Lapa e da Mãe da Soledade

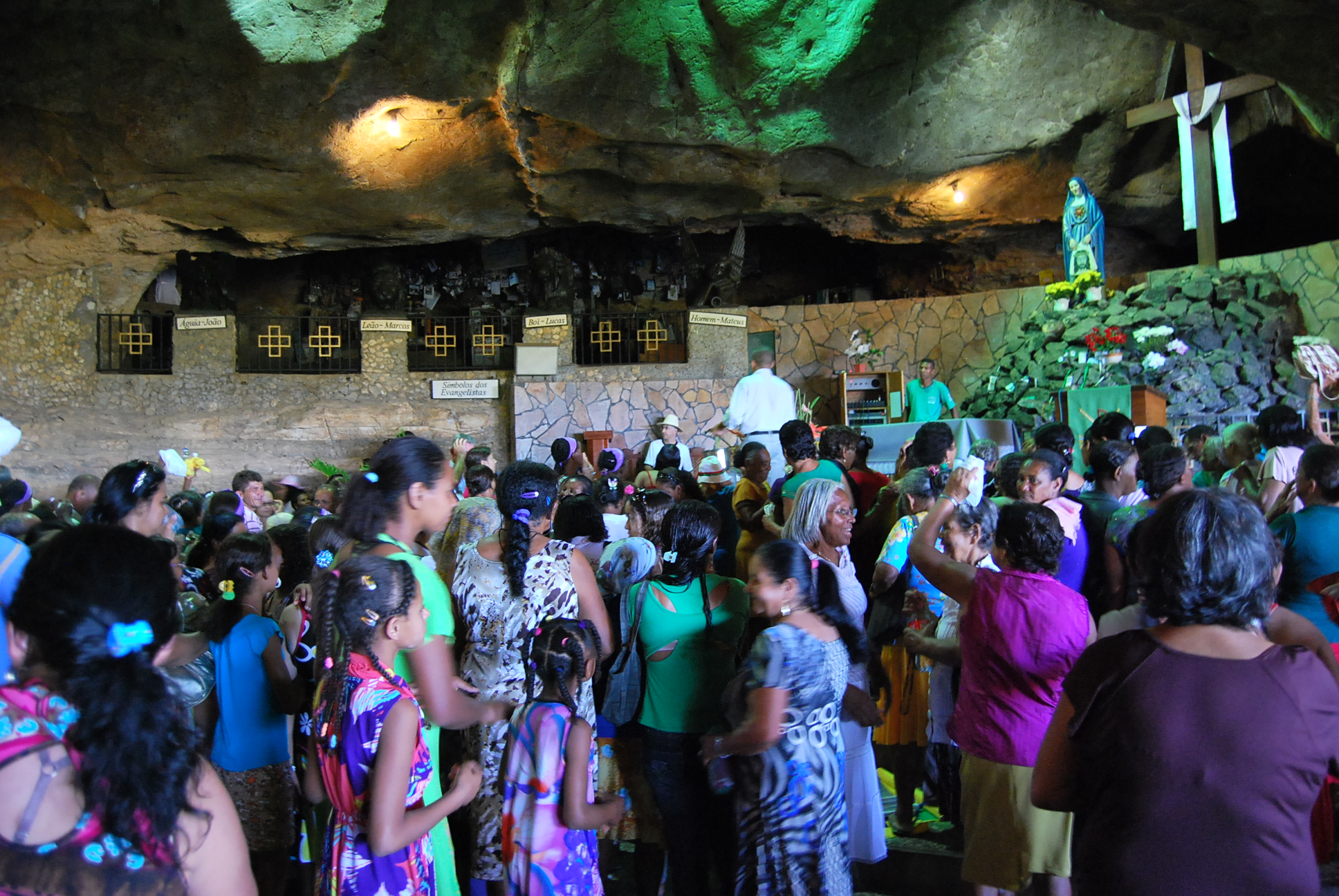
Peregrinos no Santuário do Bom Jesus da Lapa

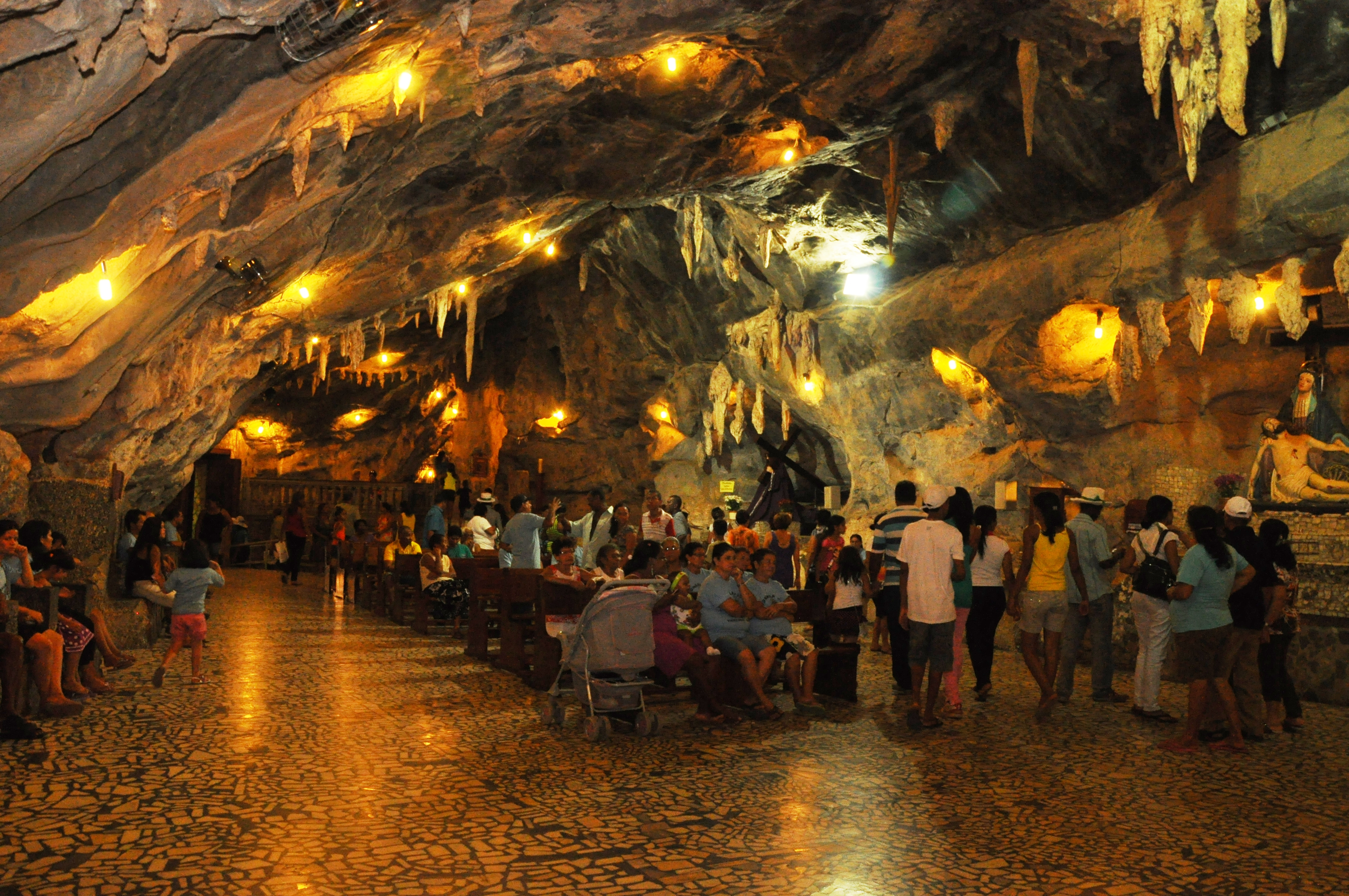
Interior da Gruta do Bom Jesus da Lapa (2011)

O Santuário do Bom Jesus da Lapa e da Mãe da Soledade (mais conhecido como Santuário do Bom Jesus da Lapa) é um santuário católico brasileiro localizado em Bom Jesus da Lapa, município da Bahia. Funciona numa gruta de pedra descoberta em 1691, a Gruta do Bom Jesus, a mais conhecida do Morro de Bom Jesus da Lapa e antiga morada de onças, e serve como atual Igreja do Bom Jesus da Lapa.
A devoção ao Bom Jesus da Lapa motiva a peregrinação católica até o santuário, tornando-o o destino da terceira maior romaria do Brasil. Essa devoção tornou-se um aspecto importante da cultura do povo sertanejo, em especial da Bahia e estados vizinhos. As romarias à Lapa ocorrem durante todo o ano, mas, em especial, no dia 6 de agosto, data consagrada àquela devoção.

## História
No fim do século XVII, o artista plástico português Francisco de Mendonça Mar, ao ser contratado para pintar o então palácio do Governo-Geral do Brasil e ser preso e açoitado no lugar de receber pagamento pelos serviços prestados, decidiu, uma vez libertado, dedicar sua vida a serviço de Deus como monge. Ele deixou a cidade de Salvador e levou consigo as imagens de Jesus crucificado e de Nossa Senhora da Soledade.
Após andar muitos meses peregrinando pelo interior da Bahia, encontrou o Morro de Bom Jesus da Lapa em 1691. Tendo-se fixado no morro da Lapa, nas proximidades do Rio São Francisco, transformou uma reentrância na rocha num oratório para a veneração pessoal dos dois ícones religiosos que trazia. Logo, grupos de pessoas das proximidades começaram a afluir em direção à Lapa, venerar o Bom Jesus, dentre os quais garimpeiros, vaqueiros e escravos alforriados.
Os fama de realização de prodígios por intermédios das duas imagens, em especial a do Bom Jesus, chegaram ao conhecimento do então Arcebispo de Salvador, que, aprovando a devoção, permitiu a construção de uma capela. Em 1709, o eremita Francisco foi ordenado sacerdote, sob o nome de Frei Francisco da Soledade, permanecendo na administração da capela até 1722, ano de sua morte.
Durante o fim da década de 2000, foi indicado para concursos das sete maravilhas do Brasil.